# Besuchetostes howdeni
Besuchetostes howdeni är en skalbaggsart som beskrevs av Renaud Maurice Adrien Paulian 1979. Besuchetostes howdeni ingår i släktet Besuchetostes och familjen Hybosoridae. Inga underarter finns listade.